# Casa Helbling
La Casa Helbling (in tedesco Helblinghaus) è una palazzina borghese della città di Innsbruck, in Austria.
Caratteristico edificio famoso per la bella facciata a stucchi rococò, sorge sulla centrale Herzog-Friedrich-Straße, la via principale cittadina, di fronte al celebre Tettuccio d'oro.

## Storia e descrizione

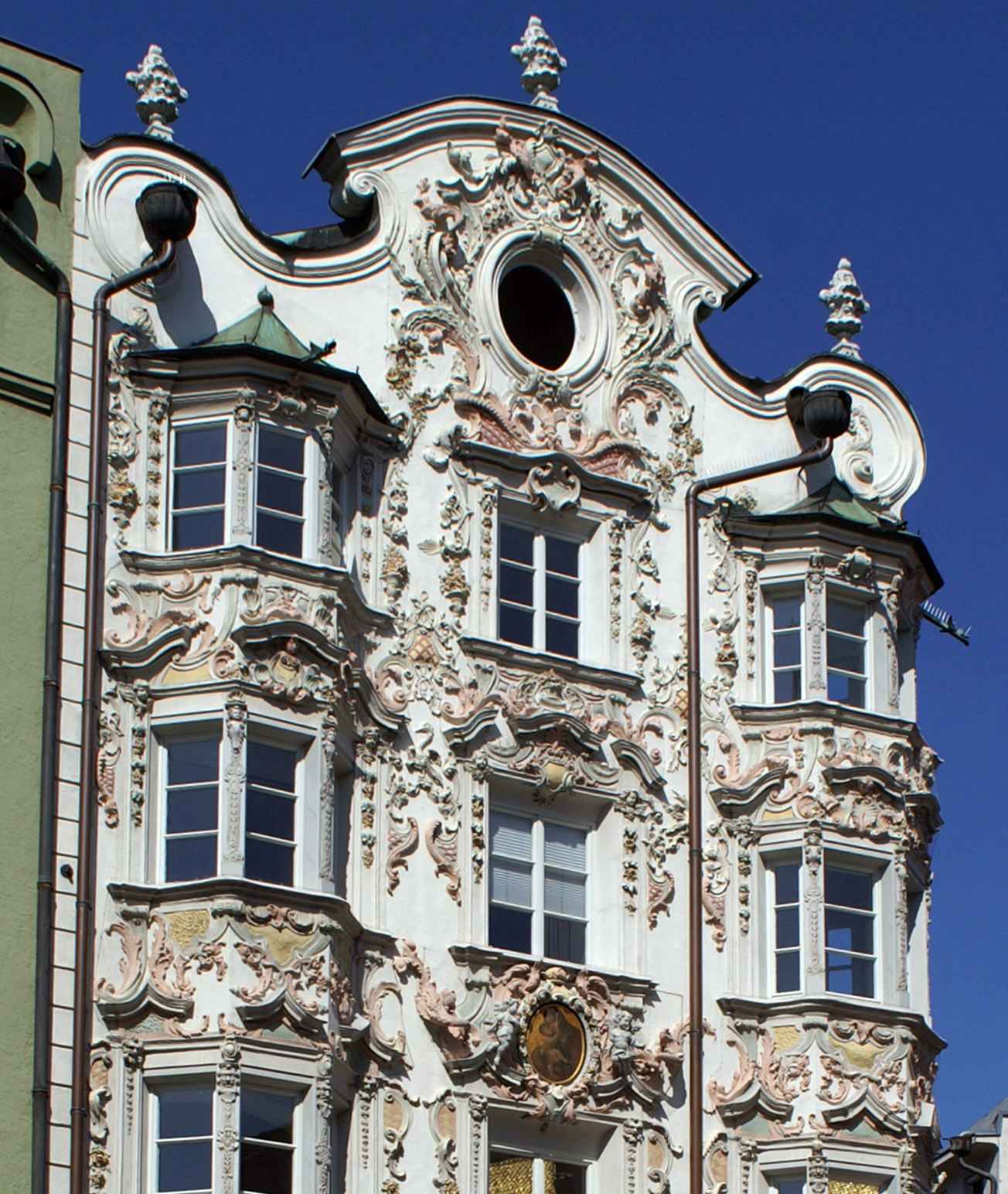
La parte superiore dell'edificio

L'edificio, alla base gotico, risale alla metà del XV secolo e si presenta alto quattro piani su portico terreno. Possiede due facciate, una principale, più stretta, dà sullo slargo del Tettuccio d'oro ed è inquadrata da due erker; l'altra sul lato destro, all'angolo della via, è più lunga.
Nel 1725 venne acquistato da Johann Fischer, Tesoriere della Zecca di Hall in Tirolo, che qualche anno dopo diede l'incarico al maestro stuccatore bavarese Anton Gigl di decorare la facciata. Gigl, proveniente dalla grande Scuola di Wessobrunn rivestì tutte le facciate della casa con un sublime apparato decorativo rococò di stucchi policromi. Tra il 1730 e il 1732 disegnò tutti i motivi decorativi costituiti da cornici, mascheroni, tralci floreali, putti, trofei, grappoli di frutta, conchiglie e volute.
Le finestre, originariamente erano dotate di motivi tardogotici, dei resti sono emersi in un bovindo meridionale durante i restauri del 1932.
La casa prende il nome da Sebastian Hölbling (Helbling), che la possedette fra il 1800 e il 1827.